# Římskokatolická cyrilometodějská bohoslovecká fakulta Univerzity Komenského v Bratislavě
Římskokatolická cyrilometodějská bohoslovecká fakulta Univerzity Komenského v Bratislavě (slovensky Rímskokatolícka cyrilometodská bohoslovecká fakulta Univerzity Komenského v Bratislave je jedna z třinácti fakult bratislavské Komenského univerzity, která se věnuje vzdělání katolických laiků i kleriků v teologických disciplínách. Jedná se o nejstarší teologickou fakultu na Slovensku.
Fakulta byla formálně zřízena 24. června 1919 zákonem č. 441/1919 Sb., fakticky církevně Kongregací pro katolickou výchovu 15. srpna 1935 a vládním nařízením č. 112/1936 ze dne 24. dubna 1936. V letech 1946/1947 byla vyňata ze svazku Univerzity Komenského, do nějž byla znovu začleněna až v roce 1990.

## Další pracoviště fakulty
Součástí fakulty jsou i pedagogická pracoviště mimo Bratislavu:
- Teologický inštitút pri Kňazskom seminári sv. Gorazda v Nitře
- Teologický inštitút pri Kňazskom seminári sv. Františka Xaverského v Badíně
- Inštitút sv. Tomáša Akvinského v Žilině – detašované pracoviště RKCMBF UK

## Vedení fakulty
- Mons. Doc. ThDr. Marian Šuráb, PhD. – děkan
- prof. Dr. phil. Emília Hrabovec – proděkan pro vědeckou činnost, mezinárodní vztahy a rozvoj fakulty
- ThDr. Ing. Jozef Jančovič, PhD. – proděkan pro vzdělávací činnost, kreditový systém a IIKS
- Mgr. Daniel Vozár – tajemník